# Šavna Peč
Šavna Peč je naselje v Občini Hrastnik.
Šavna peč je vasica nad železniško progo med Hrastnikom in Zidanim mostom. Leži na rodovitni planoti skoraj sto m nad dnom doline ob Savi. Vasica ima verjetno ime po pečinah nad vasjo.
V njej je bil rojen jezikoslovec, poznavalec antike, univerzitetni profesor in humanist Anton Sovrè . 

## Etimologija
Po mnenju v spominih Sovrétovega sorodnika, ki je bil tam doma, se je  prej imenovala Savna peč, torej po pečini nad Savo. France Bezlaj je bil za druga podobna imena (Ščavnica itn.)  mnenja, da izvirajo iz ščavje.

## Zgodovina
Leta 1826 je v velikem požaru pogorela cela vas. Ko se je - še v Sovrétovih otroških  letih - po hudi očetovi nesreči družina preselila v Krško, je dedova domačija - Sovrétova rojstna hiša - ostala brez naslednika in so jo prodali. V še enem hudem požaru 1898 je pogorelo skoraj polovica hiš v vasi in med njimi tudi ta, tako da danes njegove rojstne hiše ni več.

## Zanimivosti
V središču vasi se nahaja kašča z muzejsko etnološko zbirko in nekaj deli Antona Sovréta. Zgradba, zbirka v njej (in celotna vas) so vpisani v register kulturne dediščine. 
Od leta 2004 vsako leto na prvo soboto v oktobru  priredijo v Šavno peč tradicionalni vseslovenski spominski pohod po Sovrétovi poti.